# Агапов, Степан Петрович
Степан Петрович Агапов (1895—1956) — селекционер столовых корнеплодов, лауреат Сталинской премии 1946 года (за 1943—1944 годы).

## Биография
Родился в 1895 г. в крестьянской семье, рано остался без отца и матери. Окончил начальную сельскую школу и работал в сельском хозяйстве, продолжал учиться самостоятельно.
В 1926 г. окончил Московскую сельскохозяйственную академию имени К. А. Тимирязева и с 1931 г. в течение 25 лет работал начальником лаборатории селекции столовых корнеплодов Грибовской овощной селекционной станции.
Умер 5 декабря 1956 г.

## Научная деятельность
Создал или улучшил 26 сортов корнеплодных овощных культур. Автор сорта свеклы столовой Бордо-237, редьки — Зимняя круглая чёрная, редиса Розово-красный с белым кончиком, брюквы — Красносельская, пастернака — Круглый, моркови Нантская-4, репы Петровская-1.

### Научные труды
- Морковь, сельдерей, петрушка, пастернак [Текст]. — Москва : Сельхозгиз, 1955. — 64 с. : ил.; 20 см. — (Б-чка овощевода).
- Столовые корнеплоды [Текст] / С. П. Агапов, канд. с.-х. наук. — Москва : Сельхозгиз, 1954. — 264 с. : ил.; 21 см.
- Столовые корнеплоды [Текст] / С. П. Агапов, канд. с.-х. наук. — 2-е изд., доп. и испр. — Москва : Сельхозгиз, 1956. — 301 с. : ил.; 20 см.
- Столовые корнеплоды [Текст] / С. П. Агапов, канд. с.-х. наук. — 2-е изд., доп. и испр. — Москва : Сельхозгиз, 1957. — 301 с. : ил.; 20 см. — (Б-чка по овощеводству; Вып. 10).
- Семеноводство столовой и кормовой свеклы [Текст] / С. П. Агапов, канд. с.-х. наук ; Грибов. овощная селекционная станция. — [Москва] : изд-во и тип. изд-ва «Моск. рабочий», 1948. — 92 с. : ил.; 20 см.
- Семеноводство столовой и кормовой моркови [Текст] / С. Агапов, лауреат Сталинской премии канд. с.-х. наук ; Грибов. овощная селекционная станция. — [Москва] : изд-во и тип. изд-ва «Моск. рабочий», 1949. — 104 с. : ил.; 20 см.